# Brevoxathres
Brevoxathres (лат.) — род усачей трибы Acanthocinini из подсемейства ламиин.

## Описание
Коренастые жуки с булавовидными бёдрами. От близких групп отличаются следующими признаками: расстояние между верхними долями глаза более чем в три раза больше ширины доли; переднегрудь и надкрылья без зелёных микрочешуек; надкрылья без центробазального гребня и килей; переднегрудные боковые бугорки расположены посередине; переднеспинка без бугорков, у заднего края с рядом точек; длина базального метатарсомера равна длине следующих двух вместе взятых (II + III).

## Классификация и распространение
В составе рода около 5 видов. Встречаются в Южной Америке.
- Brevoxathres albobrunneus (Gilmour, 1962)
- Brevoxathres fasciata Gilmour, 1959
- Brevoxathres irrorata Monne, 2007
- Brevoxathres seabrai Monne, 2007
- Brevoxathres x-littera (Melzer, 1932)